# التمريض عن بعد

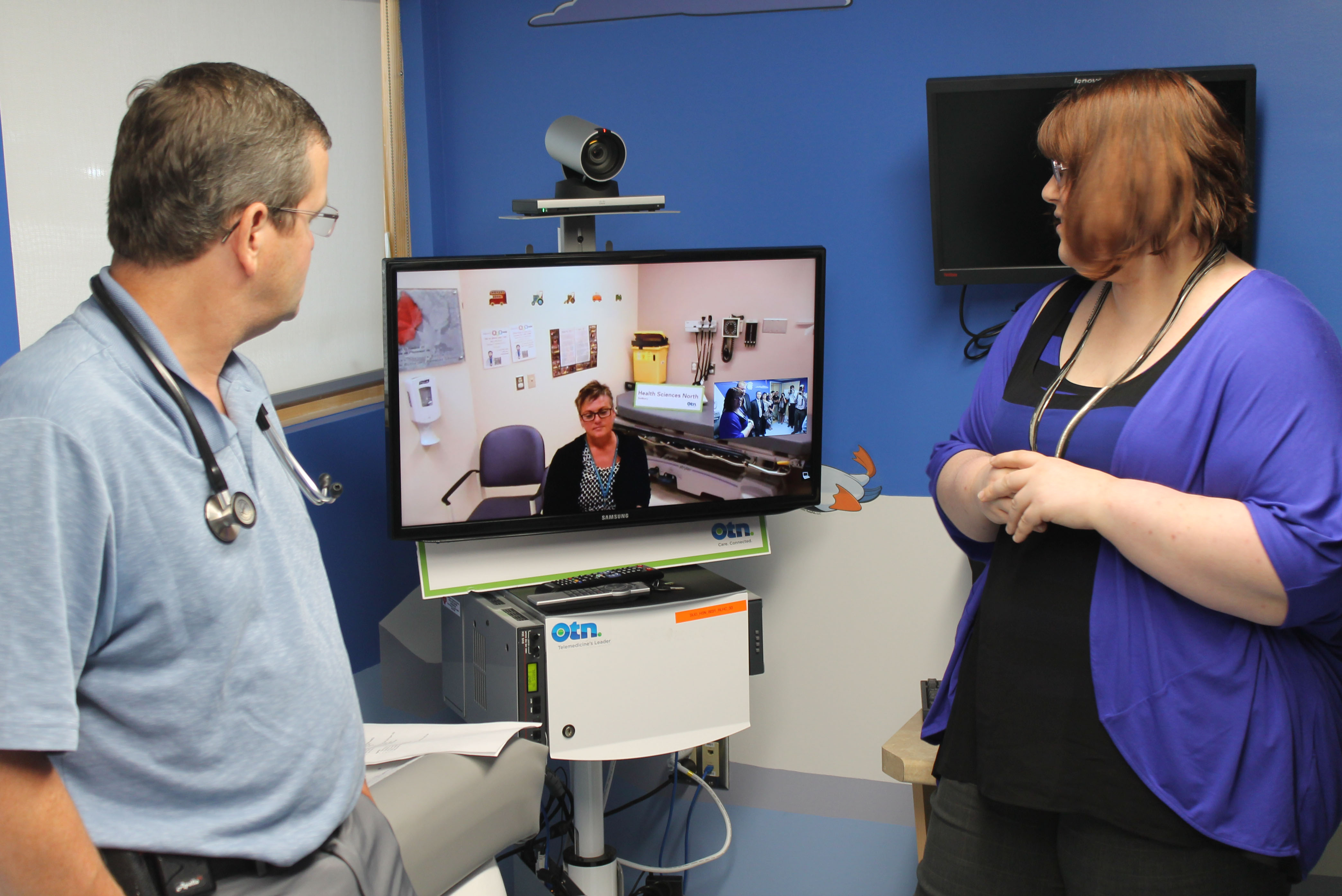

التمريض عن بعد (بالإنجليزية: Telenursing)‏ هو استخدام الاتصالات عن بعد، وتكنولوجيا المعلومات في خدمات التمريض، كلما وجدت مسافة فعلية بين المريض والممرض أو بين عدد من الممرضين والممرضات. وهي جزء من الرعاية الصحية عن بعد أو التطبيب عن بعد. ويتصل التمريض عن بعد بالتطبيقات الطبية وغير الطبية التي يمارسها المختصون عن بعد مثل التشخيص عن بعد، والاستشارة عن بعد، والمراقبة عن بعد. ولا يزال هذا المجال قيد التطوير لعدم شمولية أو كفاية المعلومات في التمريض عن بعد، ولكنه على الرغم من ذلك يحقق معدلات نمو كبيرة في العديد من الدول، وذلك بسبب الانشغال في خفض تكاليف الرعاية الصحية، وازدياد أعداد المسنين والمصابين بأمراض مزمنة، زيادة تغطية الرعاية الصحية في المناطق النائية كالريف أو المناطق قليلة السكان. يساعد التمريض عن بعد في الحد من نقص الممرضات، وتقليل المسافات، كما يوفر وقت السفر، ويبقي المرضى بعيدا عن المستشفى، وسجل العاملون في مجال التمريض عن بعد درجة كبيرة من الرضا الوظيفي.

## التمريض عن بعد و معلوماتية التمريض
عرفت جودت راي غريفرز وشيلا كوركوران المعلوماتية التمريضية، وهي فرع من المعلوماتية الصحية على أنها مزيج بين علوم الكمبيوتر وعلوم المعلومات وعلوم التمريض المصممة للمساعدة في إدارة ومعالجة بيانات التمريض وتقديم الرعاية التمريضية، ويعتبر التمريض عن بعد تطبيق محتمل لمعلوماتية التمريض، وبالتالي ساهمت معلوماتية التمريض بشكل حاسم في تطور التمريض عن بعد.

## التطبيقات

### الرعاية المنزلية
تعتبر الرعاية المنزلية واحدة من أبرز تطبيقات التمريض عن بعد، فالمرضى المشلولين، أو الذين يعيشون في أماكن نائية، أو المصابين بأمراض مثل الانسداد الرئوي المزمن، والرعاش، والزهايمر وغيرها، يبقون في منازلهم، وتتم مساعدتهم بانتظام عن طريق الاتصالات المسموعة والمرئية والانترنت، وتشمل الرعاية المنزلية أيضا حالات ما بعد الجراحة، وحالات الإعاقة. في الرعاية الصحية المنزلية العادية، تستطيع الممرضة زيارة ما يصل إلى 5 إلى 7 مرضى يوميا، في حين تستطيع ممرضة التمريض عن بعد زيارة 12 إلى 16 مريض في نفس الوقت.

### إدارة الحالات
يُطبق التمريض عن بعد أيضا عن طريق مراكز الاتصال التي تديرها منظمات الرعاية والتي يعمل بها ممرضون مسجلون يعملون كمديرين للحالات أو يقومون بفرز معلومات المرضى والمعلومات الاستشارية وتنظيم دخول المرضى وتقليص غرف الطوارئ المستخدمة.

### عمليات الفرز بالهاتف
عملية الفرز بالهاتف هي معرفة الأعراض من خلال الهاتف عن طريق طرح أسئلة مفصلة حول مرض المريض أو إصابته، ومهمة الطبيب هنا هي تحديد ما إذا كانت الحالة طارئة، أو حادة وتشكل تهديدا لحياة المريض، واتخاذ الإجراءات اللازمة بتثقيف المرضى وتقديم النصح لهم وحثهم على طرق العلاج الملائمة. يحدث الفرز عبر الهاتف في أماكن متنوعة مثل غرف الطوارئ وخدمات الإسعاف ومراكز الاتصال الكبيرة، ومكاتب الأطباء والعيادات والمراكز الصحية للطلاب. 

## التمريض عن بعد حول العالم
أُجري مسح دولي حول التمريض عن بعد في عام 2005، وسجلت تقارير المسح أن 719 من ممرضة قد قدمن للعمل بدوام كامل أو جزئي في مجال التمريض عن بعد. وتم تدريب الممرضات للعمل في التمريض عن بعد في 36 دولة حول العالم. وذكرت التقارير أن 68% من التمريض عن بعد موجود في أمريكا بينما 6% منه في فنلندا، وتشمل الدول الـ36 أستراليا، وكندا، والنرويج، وأمريكا، ونيوزلندا، وإيران، والسويد، وهولندا. كما تحظر العديد من البلدان ممارسة التمريض عن بعد.

## القضايا القانونية والاخلاقية والتنظيمية
إن التمريض عن بعد محفوف بالقضايا القانونية والاخلاقية والتنظيمية مثلما يحدث مع الرعاية الصحية عموما في العديد من البلدان، ويجب أن يكون لدى الممرضة ترخيص من الدولة التي تقيم فيها أو الدولة التي يوجد فيها المريض الذي يستقبل خدمات التمريض عن بعد، ويساعد ترخيص التمريض في حل بعض من مشكلات الاختصاص، ولا تزال القضايا القانونية مثل المسائلة وسوء التصرف وما إلى ذلك غير محسومة إلى حد كبير ويصعب معالجتها. وتشمل القضايا الأخلاقية الحفاظ على الاستقلالية، والحفاظ على سلامة المرضى وكذلك منع الأذى عن المريض، بالإضافة إلى ذلك، هناك العديد من الاعتبارات المتعلقة بسرية معلومات المريض وسلامة البيانات السريرية.